# 蒙哥馬利縣 (喬治亞州)
蒙哥馬利縣（英語：Montgomery County）是美國喬治亞州東部的一個縣。面積2,073平方公里。根據美國2000年人口普查，共有人口8,270人。縣治芒特弗農（Mount Vernon）。
成立於1793年12月19日。縣名紀念美國獨立戰爭中戰死的理查·蒙哥馬利。